# THQ
THQ Inc. (Toy HeadQuarters) — розробник і видавець відеоігор. Заснована в 1989 році в США, компанія видає ігри для консолей, портативних ігрових систем, а також для персональних комп'ютерів. THQ не спеціалізується на жодному з жанрів комп'ютерних ігор, а видані ними проєкти можуть бути зовсім різних напрямків: від шутерів до перегонів.
Компанія володіє підрозділами в Північній Америці, Європі та Південно-Східній Азії.
В активах компанії найпопулярніші франшизи: Supreme Commander, Metro 2033, Saints Row, Frontlines: Fuel of War , S.T.A.L.K.E.R.: Тінь Чорнобиля, Red Faction, MX vs ATV, Company of Heroes і інші. У компанії також підписані багаторічні контракти з такими володарями ліцензій, як World Wrestling Entertainment (WWE), Games Workshop (Warhammer, Warhammer 40,000), Ultimate Fighting Championship (UFC), Nickelodeon і Disney Pixar. Власники — Nickelodeon Ukraine та Nickelodeon Interactive

## Історія

### 1989—1999. Перші кроки
TAC (Trinity Acquisition Corporation) була утворена в 1989 році в Нью-Йорку. Основним напрямком компанії було виробництво настільних ігор. У 1990 році вона придбала Brøderbund's Video Game Division (BVGD). У 1994 році компанія повністю зосередилася на створенні відеоігор.

### 2000—2009. Роки успіху

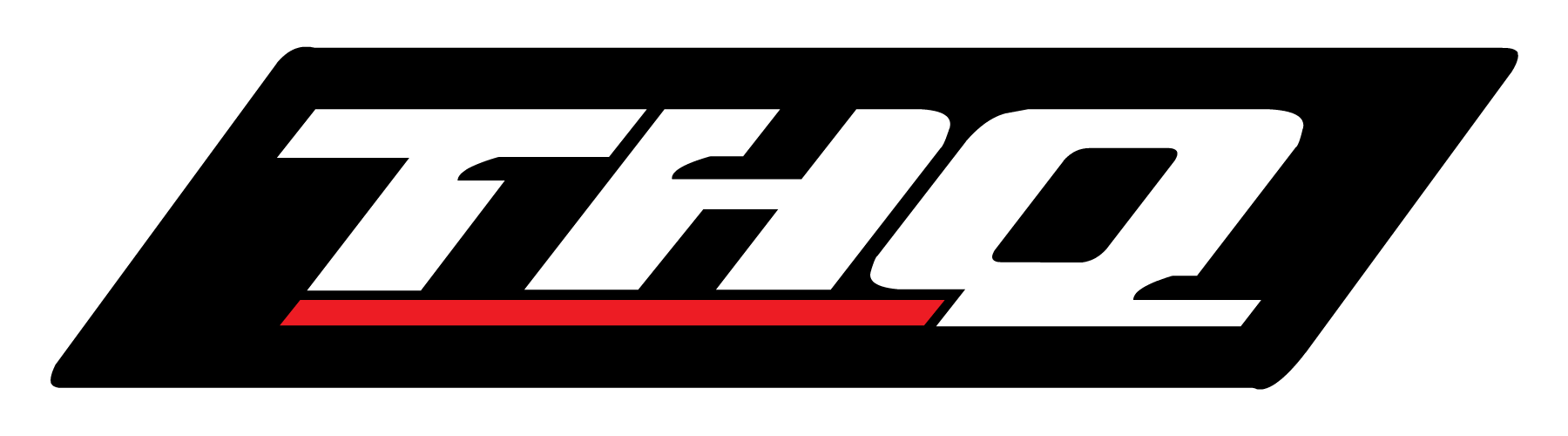
Логотип з 2000 по 2011

У 2000 році THQ представила новий логотип, який використовувала 11 років. У лютому цього ж року, THQ зіткнулася з позовом по федеральному закону про цінні папери (через нерозкриття суттєвої інформації). У вересні того ж року придбала Volition, Inc. розташований в Шампейн, штат Іллінойс. З того часу THQ мала 17 студій по всьому світу з різними можливостями у всіх ігрових платформах.
Приклади цього студії: Relic Entertainment, Blue Tongue Entertainment, Juice Games, Kaos Studios і Volition, Inc. Вони вже працювали над іграми для консолей наступного покоління, а також ПК.
THQ купила Vigil Games у 2006 році. на 10 травня 2007 року, THQ повідомила про свої високі річних показників продажів і чистого прибутку за фінансовий рік, що закінчився 31 березня. Виторг від продажів склала більше $1 млрд. У березні 2008 року, THQ оголосила про розробку першого у світі консольного планшета uDraw.
Незабаром після цього, 3 листопада 2008 року, компанія закрила п'ять своїх внутрішніх студій: Paradigm Entertainment, Mass Media Inc., Helixe, Locomotive Games і Sandblast Games.
У 2009—2010 роках THQ підстерігали фінансові труднощі.

### 2011—2013.
У листопаді 2011 року THQ представила uDraw для Xbox 360 і PlayStation 3. Але планшет став комерційним провалом. 12 січня 2011 року THQ представила новий логотип.
У березні того ж року акції THQ впали на 26 % через невдалого запуску Homefront. Влітку 2011 оголосила про закриття Kaos Studios (розробник Homefront).

### 2013. Продаж власностей на аукціонах
- В ході 22-годинного аукціону активи THQ були розділені між кількома покупцями. Дані про ціни і переможцях аукціону наведені сайтом Distressed Debt Investing:
- Студія Relic Entertainment (Company of Heroes) дісталася Sega за 26,6 мільйона доларів США. На другому місці опинилося видавництво Zenimax Media, яке запропонувало 26,3 мільйона доларів.
- Студія THQ Montreal, що працювала над не анонсованими проєктами 1666 і Underdog була куплена Ubisoft за 2,5 мільйона доларів (єдина ставка).
- Гра Evolve, над якою працювала студія Turtle Rock, дісталася Take-Two Interactive за 10,894 мільйона доларів. На другому місці була сама студія Turtle Rock, що запропонувала скромні 250 тисяч доларів.
- Студія Volition, Inc. (Серія Saints Row) пішла Koch Media за понад 22 мільйони доларів. На другому місці — Ubisoft, що бажала придбати Volition за 5,4 мільйона.
- Торгова марка Homefront дісталася Crytek за трохи більше, ніж півмільйона доларів.
- Серія Metro була викуплена Koch Media за 5,8 мільйона доларів. Практично «ніздря в ніздрю» йшла Ubisoft, яка запропонувала на сімсот тисяч менше.
- Гра South Park: The Stick of Truth, яка повинна була вийти на початку березня, потрапила в руки Ubisoft за 3 мільйони доларів.
- Nordic Games придбала серії Darksiders, Red Faction та MX за 4,9 мільйона доларів.
- Take-Two Interactive викупила WWE Games за 4.5 Мільйона доларів.

### 2014
12 червня 2014 року Nordic Games оголосила про придбання торгової марки THQ, що дозволило студії публікувати ігри під назвою THQ. У серпні 2016 року компанія була перейменована в THQ Nordic, щоб краще пов'язати себе з історичною маркою.